# İsmail Şahmalı
İsmail Şahmalı (* 4. Januar 1982 in Adana) ist ein türkischer Fußballtorwart, der bei Adana Demirspor unter Vertrag steht.

## Karriere
Şahmalı begann seine Torwart-Karriere als Vierzehnjähriger in der Jugend von Adana Telekomspor und wechselte 2001 in die Jugend von Oba Belediyespor.
Zum Jahresbeginn 2003 wechselte er als Profispieler zum Viertligisten Alanyaspor und befand sich hier, ohne zum Einsatz zu kommen, eineinhalb Spielzeiten als dritter Torwart im Mannschaftskader. Mit seiner Mannschaft schloss er die Saison 2003/04 als Meister der TFF 3. Lig ab und stieg damit in die TFF 2. Lig auf.
Şahmalı verließ zur anstehenden Saison Alanyaspor und wechselte zum Viertligisten Sidespor. Hier wurde er in seiner dreijährigen Tätigkeit häufiger eingesetzt und war zeitweise sogar erster Torhüter.
Im Sommer 2007 wechselte er zum Viertligisten Denizli Belediyespor. Hier etablierte er sich sofort als Stammtorhüter und stieg mit seinem Team als Meister der TFF 3. Lig in die TFF 2. Lig auf. Die nachfolgende Saison 2008/09 kämpfte sein Verein lange um den Aufstieg in die TFF 1. Lig und verpasste diesen nur knapp.
Zur Saison 2009/10 heuerte er beim damaligen Erstligisten Denizlispor an und saß hier, bis auf eine Erstligapartie, nur auf der Ersatzbank.
Die nächste Spielzeit wurde er an den Drittligisten Tarsus İdman Yurdu abgegeben. Nach einer Saison kehrte er aber zum mittlerweile zweitklassigen Denizlispor zurück. Bereits nach einer Saison wechselte er innerhalb der Liga zum Neuling Ankaraspor. Da Ankaraspor durch ihre Playoff-Niederlage nicht in die Süper Lig aufgestiegen war, kehrte Şahmalı  in der Sommerpause 2014 wieder zu Denizlispor zurück.

## Erfolge
- Alanyaspor:
  - Meister der TFF 3. Lig und Aufstieg in die TFF 2. Lig: 2003/04
- Denizli Belediyespor:
  - Meister der TFF 3. Lig und Aufstieg in die TFF 2. Lig: 2007/08